# Correos (postbedrijf)

Woordmerk

Correos (officiële naam: Sociedad Estatal Correos y Telégrafos) is een Spaans staatspostbedrijf dat valt onder de Sociedad Estatal de Participaciones Industriales (SEPI).
Correos heeft 53.000 medewerkers in dienst en verwerkt per jaar 5,4 miljard poststukken. Correos is daarmee een van de grootste postdiensten ter wereld. Het hoofdkantoor is gevestigd in Madrid, en Correos zelf heeft meer dan 10.000 postcentra in heel Spanje.
Het embleem van Correos, bestaande uit een kroon en posthoorn, werd in de jaren zeventig ontworpen door de Spaanse ontwerper en kunstenaar José María Cruz Novillo.